# Selsingen

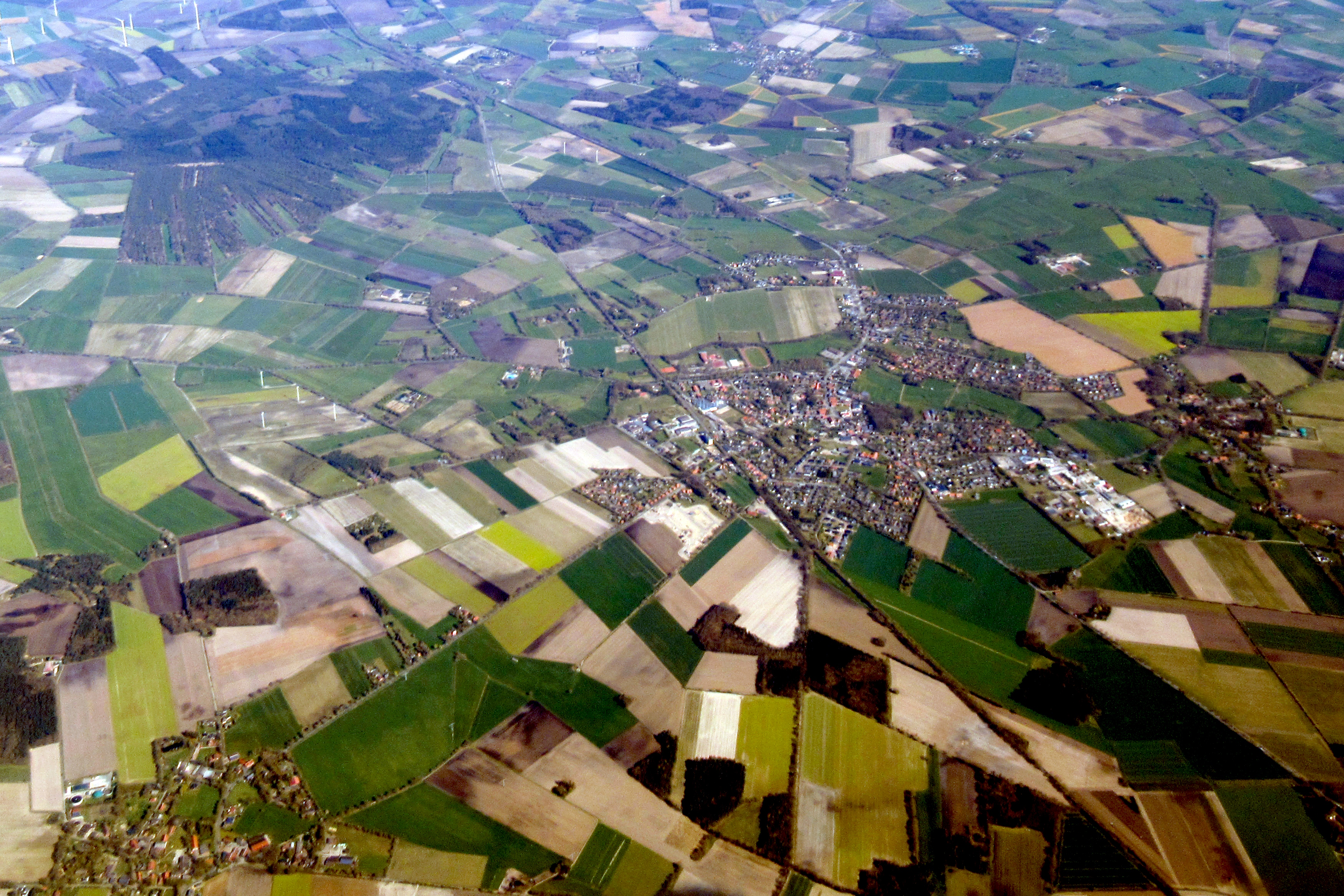
Luftbild von Selsingen

Selsingen (Plattdeutsch: Sürßen) ist eine Gemeinde und der Verwaltungssitz der gleichnamigen Samtgemeinde Selsingen im Landkreis Rotenburg (Wümme) in Niedersachsen.

## Geografie

### Geografische Lage
Selsingen liegt in der Zevener Geest und an der Oste.

### Gemeindegliederung
Die heutige Gemeinde besteht aus dem Kernort Selsingen und den Ortsteilen Granstedt, Haaßel, Lavenstedt und Parnewinkel.

### Nachbargemeinden
Die Gemeinde Selsingen grenzt im Nordosten an die Gemeinde Deinstedt, im Osten an die Gemeinde Anderlingen, im Südosten an die Gemeinde Seedorf, im Südwesten an die Gemeinde Ostereistedt, im Westen an die Gemeinde Gnarrenburg und im Nordwesten an die Gemeinde Sandbostel. Bis auf die Gemeinde Gnarrenburg gehören alle angrenzenden Gemeinden zur Samtgemeinde Selsingen.

## Geschichte
Zwar wird der Name des Kernorts erst 1219 urkundlich erwähnt, die Siedlung dürfte jedoch weitaus älter sein. Hier residierte ein Adelsgeschlecht, das nach der Zerstörung der Burg sich nicht mehr „von Selsingen“, sondern nur nach dem Sitz ihres zweiten Hauses „von der Kuhla“ nannten. Besonders alt dürfte der Ort Lavenstedt sein, der sich in Urkunden aus den Jahren 971 und 986 findet.
Selsingen bildete im Mittelalter und in der frühen Neuzeit den Hauptort des Verwaltungs- und Gerichtsbezirks der Börde Selsingen. Dazu gehörten die Ortschaften Altenburg, Anderlingen, Baaste, Bademühlen, Badenstedt, Bockel, Bockhorst, Brauel, Byhusen, Deinstedt, Eitzte, Falje, Farven, Godenstedt, Gosehus, Grafel, Granstedt, Haaßel, Hütten, Klein Bostel, Lavenstedt, Malstedt, Minstedt, Mintenburg, Mojenhop, Ober Ochtenhausen, Ölkershusen, Ohrel, Ostereistedt, Parnewinkel, Plönjeshausen, Rockstedt, Rohr, Rugenberg, Sandbostel, Sassenholz, Schohöfen, Seedorf, Selsingen, Stoppelheide, Twistenbostel, Wennebostel, Windershusen und Winderswohlde.
Die Dörfer Selsingen, Granstedt, Haaßel und Ober Ochtenhausen haben erfolgreich an den Bundeswettbewerben „Unser Dorf soll schöner werden“ teilgenommen.
Am 15. April 1986 stürzte bei Parnewinkel eine F-16 der niederländischen Luftwaffe ab. Der Pilot kam beim Absturz ums Leben.

### Eingemeindungen
Am 1. März 1974 wurden die Gemeinden Granstedt, Haaßel, Lavenstedt und Parnewinkel eingegliedert.

## Politik

### Gemeinderat

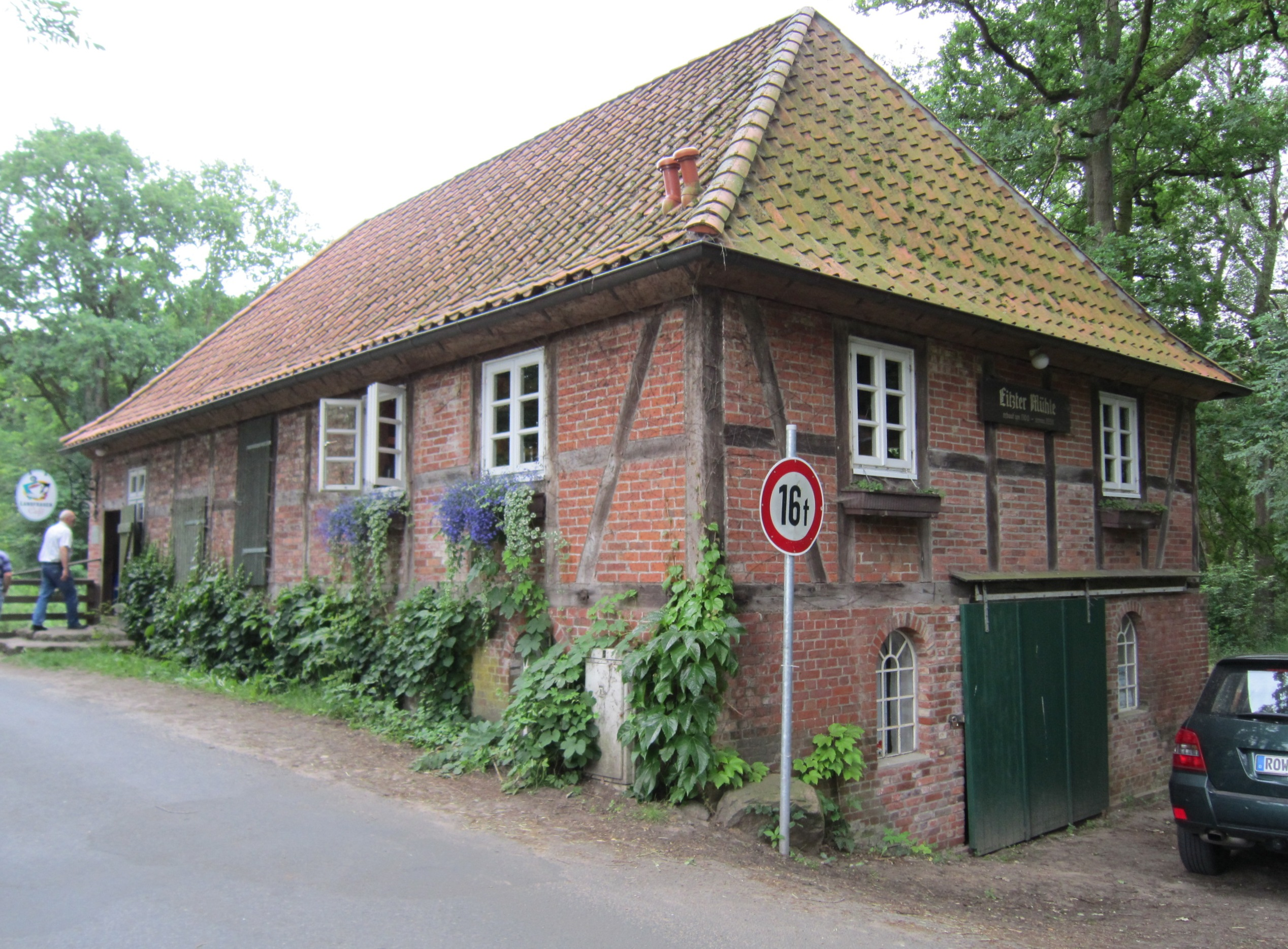
Eitzter Mühle an der Oste

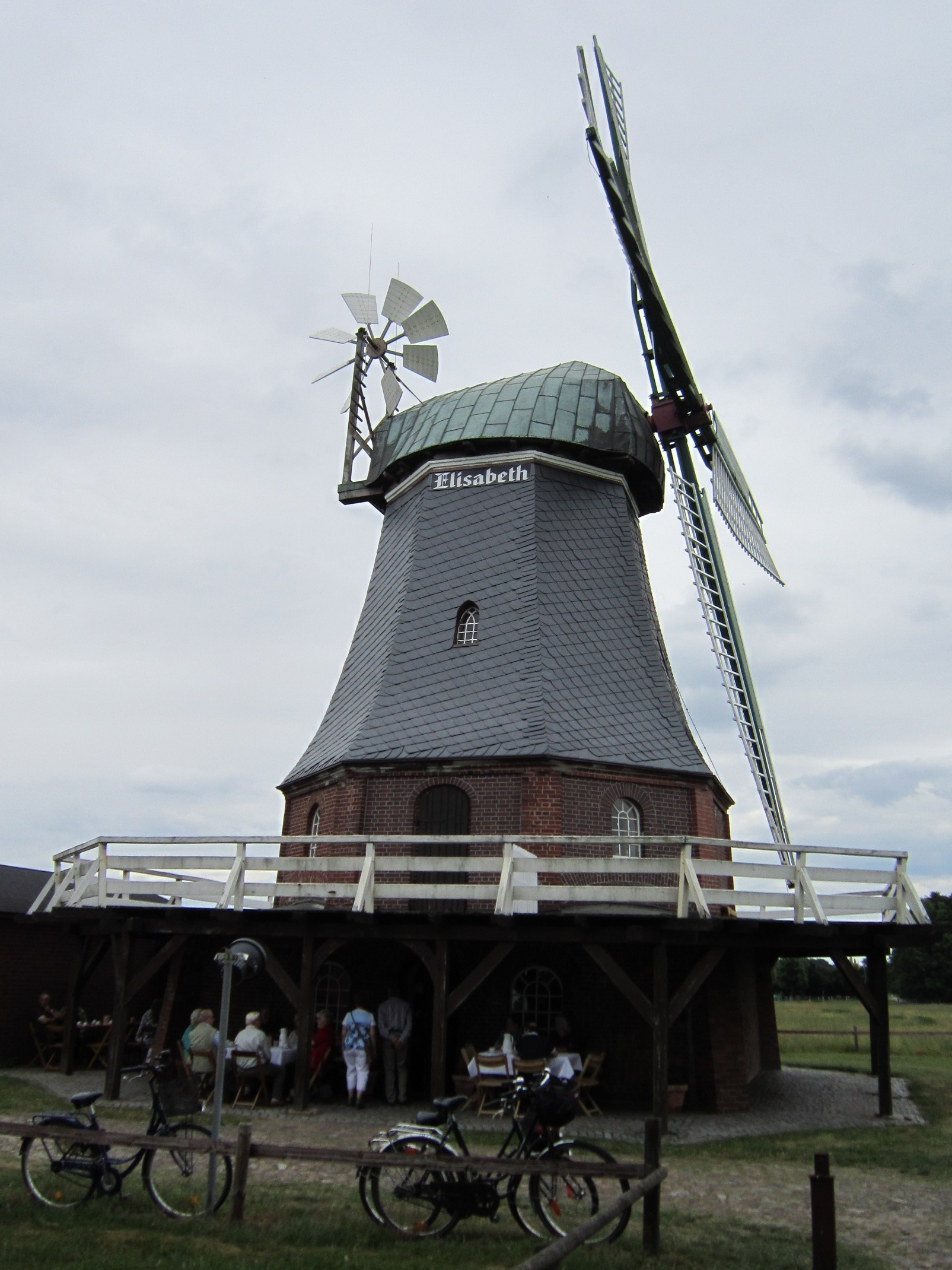
Windmühle Elisabeth am südlichen Ortsrand von Selsingen

Der Rat der Gemeinde Selsingen besteht aus 15 Ratsfrauen und Ratsherren. Dies ist die festgelegte Anzahl für die Mitgliedsgemeinde einer Samtgemeinde mit einer Einwohnerzahl zwischen 3.001 und 5.000 Einwohnern. Die Ratsmitglieder werden durch eine Kommunalwahl für jeweils fünf Jahre gewählt. Die aktuelle Amtszeit begann am 1. November 2021 und endet am 31. Oktober 2026.
Die letzten Gemeinderatswahlen ergaben folgende Sitzverteilungen:
| Partei                 | 2021 | 2016 |
| ---------------------- | ---- | ---- |
| CDU                    | 9    | 9    |
| SPD                    | 3    | 4    |
| WFB Gemeinde Selsingen | 2    | 2    |

### Bürgermeister
Der Gemeinderat wählte das Gemeinderatsmitglied Bernd Schleßelmann (CDU) zum ehrenamtlichen Bürgermeister für die aktuelle Wahlperiode.

### Wappen
Beschreibung: In Silber eine gerade rote Spitze mit aufgelegten gekreuzten  goldenen Vogtstab und Kampfschwert.

### Gemeindepartnerschaften
Die Gemeinde unterhält seit 1990 eine Partnerschaft mit der englischen Stadt Sawston.

## Kultur und Sehenswürdigkeiten

### Bauwerke
- St.-Lamberti-Kirche (Selsingen). Saalkirche aus den Feldsteinen von 1725 mit polygonalem Westturm in Backstein auf Feldsteinrumpf
- Wohn- und Wirtschaftsgebäude Hauptstraße 14, Pastorat aus dem ersten Drittel des 19. Jh. in Fachwerk

+ Wohn- und Wirtschaftsgebäude Greven Worth 8 von 1701, heute Heimathaus Greven Worth
- Wohn- und Wirtschaftsgebäude Lambertistraße 4 von um 1850 oder 1889 (Inschrift) in Fachwerk mit reetgedeckten Krüppelwalmdach

## Wirtschaft und Infrastruktur

### Verkehr
Die Gemeinde liegt an der Bundesstraße 71 zwischen Bremervörde und Zeven und an der Bahnstrecke Bremervörde–Zeven–Rotenburg. Die Bahnstrecke wird allerdings nur noch von Güterzügen befahren. Der ÖPNV erfolgt durch Linienbusse.

### Industrie
Ein mittelständischer Hersteller von Friedhofsbaggern und Kommunalfahrzeugen ist in Selsingen ansässig.

### Infrastruktur
- Rathaus, Hauptstraße 30
- Mehrere Kitas
- Ev.-luth. St. Lamberti von 1725
- Heimathaus Greven Worth

## Persönlichkeiten
- Walter Hinck (1922–2015), Germanist